# Dagmar Damková
Dagmar Damková (* 29. prosince 1974, Plzeň) je bývalá česká fotbalistka, fotbalová rozhodčí a současná fotbalová funkcionářka. Jejím životním partnerem je bývalý fotbalový rozhodčí a funkcionář Roman Berbr.

## Kariéra fotbalové rozhodčí
Kopanou hrála aktivně od svých 14 let, ve věku 21 let se rozhodla pro dráhu fotbalové rozhodčí. Jedná se o první českou ženu, která kdy pískala nejvyšší českou fotbalovou soutěž mužů. Stalo se tak v říjnu roku 2003 na libereckém stadionu U Nisy při prvoligovém zápasu Liberce a Českých Budějovic. V srpnu 2007 se zúčastnila coby rozhodčí Mistrovství světa ve fotbale žen v Číně, kde řídila semifinálový zápas mezi družstvy Norska a Německa. Na Letních olympijských hrách 2004 v Aténách i na Letní olympijských hrách 2008 v Pekingu působila jakožto mezinárodní rozhodčí ženského fotbalového turnaje.
Dne 21. srpna 2008 na Letních olympijských hrách 2008 v Pekingu rozhodovala finále ženského fotbalového turnaje.
Během svého působení odřídila 101 mezinárodních utkání a 45 duelů v české první lize.

## Funkcionářka
Zápasem v Mladé Boleslavi mezi FK Mladá Boleslav a 1. FC Slovácko 7. srpna 2011 v rámci 2. kola 1. Gambrinus ligy ukončila kariéru rozhodčí, protože se stala jako vůbec první žena členkou komise rozhodčích Unie evropských fotbalových asociací (UEFA) a už nemůže dál jako rozhodčí působit. Dne 5. září 2011 byla jmenována předsedkyní ústřední komise rozhodčích Fotbalové asociace České republiky. V březnu 2016 kvůli pracovnímu vytížení v mezinárodních organizacích na tuto funkci rezignovala. Na valné hromadě FA ČR byla dne 8. června 2013 zvolena předsedkyní Řídící komise pro Čechy, která má ve své funkci pod dohledem Českou fotbalovou ligu a v Čechách hrané divize. Stala se tak první ženou v historii, která získala post ve výkonném výboru české a československé fotbalové asociace.
Na funkce členky Výkonného výboru a Řídící komise pro Čechy ve FA ČR rezignovala 21. 10. 2020 v souvislosti s korupčním skandálem svého manžela a dalších osob.  O dva dny později, 23. 10. 2020, skončila i v komisi rozhodčích UEFA.